# Association les petites îles de France
L'Association Les Petites Îles de France est une association française groupant des propriétaires gestionnaires de petites îles privées, c'est-à-dire des petites îles n'étant pas une entité administrative, comme un département, une commune ou un canton. Le but de l'association est de permettre la communication d'expériences entre les différents adhérents, la participation au programme d'action environnementale comme Natura 2000, la collaboration avec les organismes publics, afin de mieux prendre en compte les spécificités des petites îles.
À ce titre, l'association participe  à des groupes de travail dans le cadre de différents programmes (DOCOB (Documents d'Objectif) Natura 2000, SMVM (Schéma de mise en valeur de la mer et PNR (Parc naturel régional du Golfe du Morbihan), etc.
L'association soutient les propriétaires de petites îles dans la défense de leur patrimoine, bâti et naturel, l'un et l'autre étant indissociables. Elle agit également de manière positive pour la reconnaissance de la spécificité de ces espaces microscopiques.

### Webographie
- Site officiel